# Arroz de ayuno
El arroz de ayuno es una preparación culinaria típica de la provincia de Valencia. Se trata de una receta de arroz típica de la Semana Santa que se encuentra durante este periodo a lo largo de la costa levantina española. Se trata de un arroz viudo, es decir sin contenido cárnico alguno debido a la abstinencia observada durante este periodo. El arroz suele ir acompañado de ingredientes como patatas cocidas, huevos duros y decorado con cebolla caramelizada. Se sirve recién elaborado, aunque debido a la ausencia de elementos cárnicos puede prepararse y servirse templado. 